# Pauci
Pauci est une localité de Croatie située dans la municipalité de Brod Moravice, comitat de Primorje-Gorski Kotar. En 2001, la localité ne comptait aucun habitant.

## Démographie
| 1948 | 1953 | 1961 | 1971 | 1981 | 1991 | 2001 |
| ---- | ---- | ---- | ---- | ---- | ---- | ---- |
| 17   | 20   | 15   | 20   | 10   | 3    | 0    |